# DJK Don Bosco Bamberg
Die DJK Don Bosco Bamberg ist ein Sportverein aus der oberfränkischen Stadt Bamberg. Der Verein verfügt über Abteilungen für Fußball, Basketball und Tischtennis und zählt 1361 Mitglieder. Davon sind 279 im Alter von 41 bis 99 Jahren, 329 im Alter von 19 bis 40 Jahren und der größte Teil von 753 an Kindern und Jugendlichen im Alter 0–19 Jahren (Stand 12/2014). Die DJK ist Mitglied im katholischen DJK-Sportverband.

## Geschichte
Der Verein entstand im katholischen Knabenhort Canisiusheim an der Hornthalstraße. Auf Betreiben des Heimleiters Pater Feuerlein wurde am 13. Juli 1950 ein Sportverein gegründet, dem man den Namen des Ordensgründers Don Bosco gab. Zunächst wurden Fußball und Tischtennis gespielt, überwiegend mit Schülern des Canisiusheims. Unter der Leitung von Pater Feuerlein nahmen eine Schüler- und eine Jugendmannschaft am Spielbetrieb teil. Bis heute blieb die Jugendarbeit Schwerpunkt des Vereins.
Bis 1953 diente ein Sandplatz an der Regnitz als Spielfeld. Dann übernahm man den Platz der aufgelösten SpVgg Bamberg am Margaretendamm, wo heute das Hallenbad steht. Im Juli 1956 schloss sich die DJK Franken an. Nach einer sportlichen Talfahrt stand er Verein Mitte der 1960er Jahre kurz vor der Auflösung. Zu Pfingsten 1967 wurde ein neuer Sportplatz am Weidendamm eingeweiht. Zwischen 1980 und 1983 trug der Verein seine Spiele vorübergehend auf dem Platz an der Armeestraße aus, bis er 1983 seine heutige Heimstätte im Stadtteil Wildensorg bezog. Durch Zulauf aus der neuen Nachbarschaft wurde 1994 der bisherige Mitgliederhöchststand von knapp 1000 erreicht.

## Fußball
Die Fußballmannschaft spielte in den ersten 40 Jahren ihres Bestehens in den Amateurligen des Fußballkreises Bamberg. 1996 stieg sie erstmals in die oberfränkische Bezirksliga auf. Nach zwischenzeitlichem Abstieg in die Kreisliga gelang 2008 die Qualifikation für die Bezirksoberliga Oberfranken und 2010 der Aufstieg in die Landesliga. Nach der Saison 2011/12 nahm man als Tabellenzwölfter dank des erweiterten Aufstiegsrechts im Rahmen der Spielklassenreform des Bayerischen Fußball-Verbands an den Aufstiegsspielen zur Bayernliga teil. Dem Aufstieg folgte sofort der Abstieg in die Landesliga. 2015 gelang die Rückkehr in die Bayernliga, aus der man 2022/23 wieder abstieg.

### Erfolge
- Aufstieg in die Landesliga Bayern Nord: 2010
- Aufstieg in die Bayernliga Nord: 2012, 2015

## Basketball
Die U15-Mädchen wurden 2016 Deutscher Meister.
Die 1. Damen wurden 2010/11 und 2011/12 zweimal in Folge Meister der 2. Damen-Basketball-Bundesliga. In der Saison 2012/13 und 2013/14 spielten sie in der 1. Bundesliga als DJK Brose Bamberg.
Die Herren spielten 2011/12 in der 2. Regionalliga, nachdem sie zuvor aus der Bayernliga aufgestiegen sind.
Das Team der 1. Damen musste in der Saison 2024/25 in die Playdowns, nachdem sie die Hauptrunde in der DBBL Süd auf Platz 11 abgeschlossen haben.
In den Playdowns konnten sich das Team(Hin- und Rückspiel) gegen TSV München-Ost und gegen die Rhein-Main Baskets durchsetzen, sodass das Team auch in der nächsten Saison in der 2. DBBL Süd an den Start gehen kann.
Im Mai 2025 wurde bekannt gegeben, dass das Teilnahmerecht in der Liga von Don Bosco Bamberg an den Freak City Bamberg e. V. übertragen wurde. Dieses Team wird zukünftig als Bamberg Baskets in der 2. DDBL Süd antreten.